# Иссуфу, Махамаду
Махамаду Иссуфу (фр. Mahamadou Issoufou; род. 1 января 1952, Дандажи (современный департамент Тахуа) Французская Западная Африка) — нигерский политик, премьер-министр страны в 1993—1994 годах, Президент Нигера с 7 апреля 2011 года по 2 апреля 2021 года. Руководитель Нигерской партии за демократию и социализм с 2011 года по 2021 год.

## Ранние годы
Принадлежит к народности хауса.

### Образование
С октября 1959 года по июнь 1964 года учился в начальной школе Иллелы, с октября 1964 по июнь 1968 года — в средней школе города Мадауа. В октябре 1968 года поступил в национальный лицей Ниамея, который окончил в 1971 году, получив диплом бакалавра серии C (Физико-математические науки). В 1971—1974 годах учился в Центре высшего образования в Ниамее, получил диплом научного исследования (DUES) в области математики и физики. В 1974—1975 годах учился в Университете Ниамея, где получил степень бакалавра математики, с 1975 по 1976 год в Парижском Университете. С 1976 по 1977 год проходил курс повышения квалификации в высшей национальной школе горнорудного дела в Сент-Этьене по теории вероятностей и статистике. В 1979 году оканчивает школу Сент-Этьена со степенью «Инженер-строитель шахт».

### Карьера
Работал в горнодобывающей промышленности, с 1980 по 1985 год был Генеральным секретарём горнодобывающей компании Нигера (SOMAIR).

## Начало политической деятельности
С начала 90-х Махамаду Иссуфу активно участвует в политике. После парламентских выборов 1993 года, где его партия НПДС получила 183 085 (14,6 %) голосов и 13 мест в Национальном собрании из 83, оппозиционные партии сформировали коалицию и выдвинули Иссуфу на пост премьер-министра. Перед этим Иссуфу выставил свою кандидатуру на президентских выборах (они состоялись в феврале-марте) и занял третье место в первом туре, получив 205 707 (15,92 %) голосов. В 1994 году подал в отставку из-за несогласия с политикой президента Махамана Усмана, которого он поддержал перед вторым туром выборов. После досрочных парламентских выборов 1995 года Иссуфу был назначен спикером Национального собрания. После военного переворота 1996 года Иссуфу был арестован, но был допущен к участию в проводимых под контролем председателя Совета национального спасения Ибрагима Баре Маинассара президентских выборах и набрал 183 826 (7,6 %) голосов, заняв четвёртое место.

## Лидер оппозиции
После военного переворота 1999 года участвовал в президентских выборах и занял второе место по итогам двух туров (435 041 (22,79 %) голосов в первом туре и 710 923 (40,11 %) во втором), уступив Мамаду Танджи. В период его правления был одним из лидеров оппозиции. Участвовал в президентских выборах 2004 года и набрал 599 792 (24,6 %) голосов в первом туре и 794 357 (34,47 %) во втором. В 2009 году призвал население к бойкоту проведённого Танджи референдума по отмене ограничений на количество сроков переизбрания. Был арестован и на некоторое время покинул страну, перебравшись в Нигерию. После очередного военного переворота 2010 года вернулся к легальной политической деятельности.

## Президент Нигера
В первом туре президентских выборов 2011 года получил 1 217 527 (36,06 %) голосов, во втором туре — 1 820 639 (57,95 %), в результате чего был избран новым президентом.
Вступив в должность президента, Иссуфу объявил о программе «возрождения» страны. В качестве приоритетов были объявлены продовольственная безопасность, инфраструктурные проекты (в частности, железнодорожная ветка до портов Бенина, развитие производства бензина), а также дальнейшее развитие добывающих отраслей. В качестве политического реверанса в сторону кочевников Сахары премьер-министром был назначен туарег. Несмотря на заявленную программу, многие планы реализовать не удалось, отчасти из-за ухудшевшейся сырьевой конъюнктуры. Экономический рост после первых двух удачных лет был нестабилен и в последние годы первого президентского срока Иссуфу не превышал 2 %.
На всеобщих выборах 2016 года получил 48,43 % в первом туре и, после объявления бойкота второго тура оппозицией, 92,49 % во втором.
Считался прозападным политиком.
В 2019 году стал первым президентом Нигера, побывавшим в России.
Имеет двух жён — Хадижу Аиссату Иссуфу и Лаллу Малику Иссуфу.